# Liste der Monuments historiques in Bulles
Die Liste der Monuments historiques in Bulles führt die Monuments historiques in der französischen Gemeinde Bulles auf.

## Liste der Bauwerke
| Bezeichnung      | Beschreibung              | Standort | Kennzeichnung | Schutzstatus | Datum | Bild           |
| ---------------- | ------------------------- | -------- | ------------- | ------------ | ----- | -------------- |
| Kirche St-Martin | Erbaut im 16. Jahrhundert | (Lage)   | PA60000080    | Inscrit      | 2011  | weitere Bilder |

## Liste der Objekte
- Monuments historiques (Objekte) in Bulles in der Base Palissy des französischen Kultusministeriums